# Stellantisジャパン
Stellantisジャパン株式会社（ステランティス - 、英: Stellantis Japan Ltd.）は、オランダの自動車メーカー、ステランティスの日本法人である。
フィアット・クライスラー・オートモービルズ（FCA）の日本法人であるFCAジャパン株式会社が、2021年（令和3年）1月16日に経営統合したグループPSAの日本法人であるGroupe PSA Japan株式会社、およびフィアットのFCAとの経営統合以前からの日本法人であるフィアットグループオートモービルズジャパン株式会社を2022年（令和4年）3月1日（Groupe PSA Japan）および同月2日（フィアットグループオートモービルズジャパン）に吸収合併して成立した。

## 概要
日本においては、フィアット・アバルト・アルファロメオ・ジープブランドを扱うFCAジャパン（旧・クライスラー日本）とプジョー・シトロエン・DSオートモビルズ・オペルブランドを扱うGroupe PSA Japanの2社が存在した。2022年（令和4年）1月に、両者を合併させ日本法人を統一することが発表され、その際に社名が「ステランティスジャパン」であることが発表された。
同年3月1日にFCAジャパンにGroupe PSA Japanが合併、続く同月3日に社名を「Stellantisジャパン株式会社」とし、日本におけるステランティスの経営が完全に統合された。本社機能は旧FCAジャパン側に置かれる。なお、マセラティブランドは「マセラティ ジャパン」が独立した形で活動を進めていく。
2024年より全ブランドを対象に、一つの店舗で複数ブランドを扱う複合ディーラーを志向した最新CI「ステランティスブランドハウス」コンセプトの店舗デザインを順次導入する。

## 沿革
- 2022年（令和4年）
  - 1月 - FCAジャパンとGroupe PSA Japanを合併し、日本法人を統一する旨が発表される[1]。
  - 3月1日 - FCAジャパンがGroupe PSA Japanを吸収合併。
  - 3月2日 - FCAジャパンがフィアットグループオートモービルズジャパンを吸収合併。
  - 3月3日 - FCAジャパン株式会社がStellantisジャパン株式会社に商号変更。
  - 11月25日 - 代表取締役社長が、FCAジャパンからStellantisジャパン発足までの14年間にわたったポンタス・ヘグストロムから、Stellantisインドアジアパシフィックリージョンでアメリカンブランドのダイレクターを務めてきた「打越晋」に交替[4]。
- 2025年（令和7年）
  - 1月1日 - 社長が打越晋からアウディジャパンネットワーク開発部 部長、ハーレーダビッドソンジャパンディーラー開発ダイレクター、ビー・エム・ダブリューディーラー開発本部本部長及び常務取締役、ビー・エム・ダブリュー東京社長を歴任した「成田仁」に交替。

### FCAジャパン
2012年（平成24年）7月1日、フィアットの日本法人であるフィアットグループオートモービルズジャパンが、クライスラーのかつての協業相手であったダイムラーの日本法人であるメルセデス・ベンツ日本の子会社であったクライスラー日本と業務統合、フィアットクライスラージャパン（FCJ）を発足させた。ただし、この段階ではFCJはフィアットグループオートモービルズジャパンおよびクライスラー日本の両法人を一括した呼称というだけであって、会社の商号ではなかった。
「フィアット クライスラー ジャパン」が設立され、従来の「フィアットグループオートモービルズジャパン」と「クライスラー日本株式会社」をその傘下に置く形態が取られていたが、2015年1月1日、フィアットとクライスラーの両法人格を統合した上で社名変更を行い、「FCAジャパン株式会社」となった。FCAジャパンの本社は東京都港区に置かれ、それが現在のStellantisジャパンの本社の所在地となっている。